# Historia de los judíos en Libia

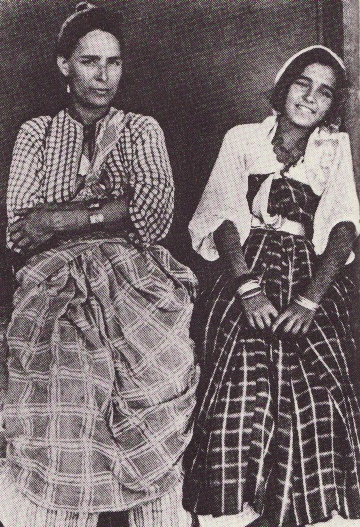
Dos mujeres judías de Trípoli en traje tradicional (1914).

La historia de los judíos en Libia (hebreo: טְרִיפּו֗לִיטֵאִים, Tripolitaim) la comunidad judía más pequeña de los países de África del Norte. 

## Historia
La conquista musulmana del África del Norte hizo entrar a la Cirenaica y Tripolitania en el mundo islámico y marcó de forma perdurable la identidad de las comunidades judías locales, cuya condición se encuentra regida por la dhimma. En 1551, la costa libia fue conquistada por el Imperio otomano y la dinastía de los Karamanli, en gran parte autónoma, gobernó el país. 
La situación de los judíos mejoró en 1835, cuando el poder central otomano retomó el control directo de la región y suprimió progresivamente las medidas discriminatorias existentes. 
La conquista italiana de Libia en 1911 tuvo una gran influencia sobre la comunidad judía, tanto en el plano cultural como en el económico, a pesar de su brevedad miles de judíos inmigraron a Libia estableciéndose en la costa. El italiano se convirtió en el idioma de comunicación de los judíos y sus actividades comerciales prosperaron; sin embargo, su situación se deterioró a los fines de los años 1930 con el ascenso del fascismo en Italia y su alianza con el Tercer Reich. Los italianos colaboradores de los nazis impusieron las leyes raciales decretadas en Italia en 1938. Miles de judíos locales enviados a campos de concentración, en especial a Giado, en el Sahara, donde cerca de 500 murieron de hambre y enfermedades, otros cientos de judíos de ciudadanía extranjera fueron deportados a campos de concentración de Europa

Después de la Segunda Guerra Mundial la situación empeoró con el nacionalismo árabe; el conflicto árabe-israelí y en 1967 con la Guerra de los Seis Días  el resto de la comunidad judía de Libia fue evacuada de emergencia a Italia ante la furia de la multitud, muchos permanecieron en Italia mientras que otros en menor medida volvieron a emigrar ya desde Italia a Israel, Argentina y a Estados Unidos.
A la llegada de Gadafi en 1969, quedaban menos de 600 judíos. La última judía Rina Debach, de 80 años, dejó el país en 2003 rumbo a Israel.
La diáspora judía de Libia se encuentra actualmente repartida entre Israel e Italia, donde intenta preservar una identidad comunitaria propia.

## Historiografía
Hasta los años 1960-1970, el estudio de los judíos de Libia fue extremadamente reducido con respecto al análisis del judaísmo norteafricano, debido a lo pequeño de esta comunidad (36.000 personas en 1948, en comparación con las mayores comunidades  a causa de la escasez de documentos disponibles en este momento. Una serie de pogromos comenzaron en Trípoli, en noviembre de 1945, cuando durante un período de varios días, más de 130 judíos fueron asesinados, otros cientos fueron heridos y 4000 quedaron sin hogar; residencias y edificios comerciales de ciudadanos de religión judía de fueron saqueados solo en Trípoli.
El trabajo de dos autores precursores datan de la primera mitad del siglo XX es utilizada para alimentar la investigación académica sobre este tema. Los escritos de Mordekhai Ha-Cohen (1856-1929), con Higgid Mordekhai, escrito en hebreo reseña la historia, las costumbres y las instituciones de los judíos de la región. Nahum Slouschz, un orientalista judío de origen ruso, fue el primer investigador que estudió con profundidad a la comunidad judía libia durante su estadía en el Magreb de 1906 a 1912.
A fines del siglo XX e inicios del XXI, algunos investigadores se interesaron por este campo de la historia de los judíos: Harvey E. Goldberg, un antropólogo y sociólogo, se centró en los aspectos culturales y sociológicos de la comunidad libia en un período de 30 años. El historiador Renzo De Felice estuvo sobre todo interesado en el período de la colonización italiana sobre la base de la información contenida en los archivos italianos. Rachel Simon, después de haber estudiado el período otomano, ha publicado sobre los judíos de Libia en el siglo XX. Irit Abramski-Blight del centro Yad Vashem ha concentrado su trabajo sobre la situación de la comunidad judía durante la Segunda Guerra Mundial. Finalmente, Maurice M. Roumani se ha ocupado de la salida de los judíos de Libia y su integración en los países de acogida.